# Snowy White
Snowy White (pseudoniem van Terence Charles White; Barnstaple, 3 maart 1948) is een Brits gitarist en singer-songwriter, die onder andere bekend is van zijn optredens met Thin Lizzy (als vast lid tussen 1979 en 1982) en Pink Floyd. Als solo-artiest verkreeg hij met name in het Verenigd Koninkrijk bekendheid met Bird of Paradise, dat daar de top 10 van de hitlijsten haalde.

## Biografie
White groeide op op het eiland Wight. Hij kreeg op zijn 10e van zijn ouders zijn eerste gitaar, en leerde zichzelf spelen. In 1965 verhuisde hij op 17-jarige leeftijd naar Stockholm, waar hij een jaar lang optrad in een trio genaamd The Train. In 1968 kocht hij zijn bekende gitaar, de Gibson Les Paul Goldtop. In 1970 ging hij naar Londen en werd hij lid van Heavy Heart. Hier leerde hij Peter Green kennen, met wie hij tot diens overlijden goede vrienden was.
White kwam bij Pink Floyd terecht nadat Kate Bush' voormalige manager, Hilary Walker, hem aanraadde bij de band. Pink Floyd zocht een achtergrondgitarist voor hun live-optredens. In 1977 ging White met Pink Floyd op tournee. Zijn eerste optreden met deze band was een gitaarsolo in het nummer "Pigs On The Wing".
In 1979 benaderde Scott Gorham, gitarist van Thin Lizzy, White met het verzoek om bij de band te komen. White stemde toe, maar vond het lastig om met zowel Thin Lizzy als met Pink Floyd samen te werken daar beide hem vaak tegelijk nodig hadden. Bij Thin Lizzy werkte White mee aan de albums Chinatown en Renegade. In augustus 1982 verliet White de band. White behield wel contact met de leden van Pink Floyd. Zo trad hij in 1990 op met Roger Waters tijdens diens The Wall – Live in Berlin-concert ter viering van de val van de Berlijnse Muur en werkte David Gilmour in 1994 mee aan White's album Highway to the Sun. Aan het album werkten ook twee Nederlands-Indonesische artiesten mee: Juan van Emmerloot op drums en percussie en Walter Latupeirissa op bas. Na dit album vormde White zijn eigen band met deze twee muzikanten en noemde het eerst de "Shadow Indians", en later "The White Flames". In totaal nam White 7 albums op in deze bezetting, maar aangevuld door Max Middleton (toetsen), John Rabbit Bundrick (Hammond) en Thomas White (zoon van Snowy; percussie). 
‘Highway to the Sun’ 1993
'No Faith Required' 1996
‘Little Wing’ (in the USA: ‘Melting’) 1998
'Keep Out:We Are Toxic’ 1999
'Liveflames' 2007
'Realistic' 2011
‘Released’ 2016
In 1999 vergezelde White Roger Waters op diens In the Flesh-tournee, in 2002 deden ze Nederland aan.
In juni 2006 maakte White deel uit van Roger Waters' Dark Side of the Moon Live-tournee. Ze traden op in Europa, Azië, Noord-Amerika, Australië en Zuid-Amerika.
In 2008 richtte White een nieuwe band op, het Snowy White Blues Project. Het eerste album van deze formatie, In Our Time of Living, kwam uit in april 2009.
De groep bestond uit Matt Taylor (gitaar, zang), Ruud Weber Jr. (bas, solozang) en Juan van Emmerloot (drums). De drums werden later overgenomen door de Brit Roy Martin. 
In 2010-2013 toerde White opnieuw met Roger Waters, ditmaal in het kader van de dertigste verjaardag van The Wall.

## Discografie

### Albums
| Album met eventuele hitnotering(en) in de Nederlandse Album Top 100 | Datum van verschijnen | Datum van binnenkomst | Hoogste positie | Aantal weken | Opmerkingen                                    |
| ------------------------------------------------------------------- | --------------------- | --------------------- | --------------- | ------------ | ---------------------------------------------- |
| White flames                                                        | 1984                  | 18-02-1984            | 7               | 13           |                                                |
| Snowy White                                                         | 1984                  | -                     |                 |              |                                                |
| That certain thing                                                  | 1987                  | -                     |                 |              |                                                |
| Change my life                                                      | 1988                  | -                     |                 |              | als Snowy White's Blues Agency                 |
| Open for business                                                   | 1989                  | -                     |                 |              | als Snowy White's Blues Agency                 |
| The best of Snowy White's Blues Agency                              | 1993                  | -                     |                 |              | als Snowy White's Blues Agency / Verzamelabum  |
| Highway to the sun                                                  | 1994                  | -                     |                 |              |                                                |
| Arthur's club - Geneve 1995                                         | 1995                  | -                     |                 |              | met Mick Taylor                                |
| No faith required                                                   | 1996                  | -                     |                 |              | met the White Flames                           |
| Goldtop: Groups & sessions '74–'94                                  | 1996                  | -                     |                 |              | Verzamelalbum                                  |
| Little wing                                                         | 28-08-1998            | -                     |                 |              | met the White Flames                           |
| Melting                                                             | 1999                  | -                     |                 |              | met the White Flames                           |
| Keep out - We are toxic                                             | 1999                  | -                     |                 |              | met the White Flames                           |
| Pure gold - The solo years 1983-98                                  | 1999                  | -                     |                 |              | Verzamelalbum                                  |
| Restless                                                            | 07-02-2002            | -                     |                 |              | met the White Flames                           |
| Bird of paradise - An anthology                                     | 11-09-2003            | -                     |                 |              | Verzamelalbum                                  |
| The way it is                                                       | 2005                  | -                     |                 |              | met the White Flames                           |
| Live flames                                                         | 01-10-2007            | -                     |                 |              | met the White Flames / Livealbum               |
| Twice as addictive                                                  | 25-01-2009            | -                     |                 |              | als Snowy White's Blues Agency / Verzamelalbum |
| In our time of living                                               | 20-04-2009            | -                     |                 |              | als Snowy White Blues Project                  |
| The best of Snowy White                                             | 2009                  | -                     |                 |              | Verzamelalbum                                  |
| In our time... Live                                                 | 24-09-2010            | -                     |                 |              | als Snowy White Blues Project / Livealbum      |
| Realistic                                                           | 2011                  | -                     |                 |              | met the White Flames                           |
| Released                                                            | 2016                  | -                     |                 |              |                                                |
| Reunited...                                                         | 2017                  | -                     |                 |              |                                                |
| The situation                                                       | 2019                  | -                     |                 |              |                                                |
| Something on me                                                     | 2020                  | -                     |                 |              |                                                |

### Singles
| Single met eventuele hitnotering(en) in de Nederlandse Top 40 | Datum van verschijnen | Datum van binnenkomst | Hoogste positie | Aantal weken | Opmerkingen                |
| ------------------------------------------------------------- | --------------------- | --------------------- | --------------- | ------------ | -------------------------- |
| Bird of Paradise                                              | 1984                  | 18-02-1984            | 6               | 8            | Nr. 7 in de Single Top 100 |
| For you                                                       | 1986                  | 18-01-1986            | tip4            | -            |                            |

#### met Thin Lizzy
- 1980: Chinatown
- 1981: Renegade
- 1983: Life

#### met Pink Floyd
- 1977: Animals
- 2000: Is there anybody out there? The Wall Live 1980-81

#### met Richard Wright
- 1978: Wet dream door Richard Wright

#### met Roger Waters
- 1990: The Wall concert in Berlin
- 2000: In the flesh: Live
- 2002: Flickering flame: The solo years vol. 1
- 2010/11/12: Roger Waters The Wall Tour Live

#### Overige gastoptredens
- 1974: ...Waiting on you door Jonathan Kelly's Outside
- 1979: In the skies door Peter Green
- 1980: Solo in Soho door Philip Lynott
- 1983: Snow Blind Tom Newman and Friends
- 1975: New worlds fair door Michael Moorcock en de Deep Fix, United Artists
- 1997: Looking for somebody Rattlesnake Guitar: The Music of Peter Green

### DVDs
- 2005: Live from London
- 2005: The way it is...Live!
- 2005: Instropective

### NPO Radio 2 Top 2000
| Nummer met noteringen in de NPO Radio 2 Top 2000 | '99 | '00 | '01 | '02 | '03 | '04 | '05 | '06 | '07  | '08 | '09 | '10  | '11  | '12 | '13  | '14 | '15  | '16  | '17  | '18  | '19  | '20  | '21  | '22  | '23  | '24  |
| ------------------------------------------------ | --- | --- | --- | --- | --- | --- | --- | --- | ---- | --- | --- | ---- | ---- | --- | ---- | --- | ---- | ---- | ---- | ---- | ---- | ---- | ---- | ---- | ---- | ---- |
| Bird of Paradise                                 | 534 | 745 | 959 | 811 | 795 | 801 | 916 | 931 | 1133 | 903 | 969 | 1188 | 1210 | 857 | 1058 | 882 | 1261 | 1487 | 1429 | 1594 | 1280 | 1299 | 1262 | 1153 | 1153 | 1133 |

1. ↑  Een vetgedrukt getal geeft de hoogste notering aan.